# Kiril Semov
Kiril Marinov Semov (in bulgaro Кирил Маринов Семов?; Pernik, 23 maggio 1930 – 23 novembre 2001) è stato un cestista e allenatore di pallacanestro bulgaro.

## Carriera
Con la Bulgaria ha disputato i Campionati europei del 1951 e i Giochi olimpici di Helsinki 1952.
Da allenatore ha guidato la Bulgaria a due edizioni dei Campionati europei (1965, 1989).